# Stazione di Ōtsukyō
La stazione di Ōtsukyō (大津京駅?, Ōtsukyō-eki) è una stazione ferroviaria della città di Ōtsu, nella prefettura di Shiga in Giappone. La stazione è gestita dalla JR West e serve la linea Kosei sulla sponda occidentale del lago Biwa.

## Linee
JR West
■ Linea Kosei

## Struttura
La stazione è costituita da due marciapiedi a isola con 4 binari su viadotto. 
Per quanto riguarda il traffico, per tutto il giorno alla stazione fermano circa 4 treni all'ora con rinforzi alle ore di punta.
| 1-2 | ■ Linea Kosei | per Katata, Ōmi-Imazu e Tsuruga |
| 3-4 | ■ Linea Kosei | per Yamashina, Kyoto e Ōsaka    |

## Stazioni adiacenti
| «           | Servizio               | »                |
| Linea Kosei | Linea Kosei            | Linea Kosei      |
| ----------- | ---------------------- | ---------------- |
| Yamashina   | Locale                 | Karasaki         |
| Yamashina   | Rapido Rapido Speciale | Hieizan Sakamoto |